# Okres Klatovy
Klatovy (Duits: Klattau) is een district (Tsjechisch: Okres) in de Tsjechische regio Pilsen. De hoofdstad is Klatovy. Het district bestaat uit 94 gemeenten (Tsjechisch: Obec). Vanaf 1 januari 2007 horen de gemeenten Borovy en Nezdice niet meer bij deze okres, die horen nu bij de okres Plzeň-jih. Tegelijk kwam Černíkov over van de okres Domažlice naar dit district.

## Lijst van gemeenten
De obce (gemeenten) van de okres Klatovy. De vetgedrukte plaatsen hebben stadsrechten. De cursieve plaatsen zijn steden zonder stadsrechten (zie: vlek).
Běhařov - Běšiny - Bezděkov - Biřkov - Bolešiny - Břežany - Budětice - Bukovník - Čachrov - Černíkov - Červené Poříčí - Číhaň - Čímice - Dešenice - Dlažov - Dlouhá Ves - Dobršín - Dolany - Domoraz - Dražovice - Frymburk - Hamry - Hartmanice - Hejná - Hlavňovice - Hnačov - Horažďovice - Horská Kvilda - Hrádek - Hradešice - Chanovice - Chlistov - Chudenice - Chudenín - Janovice nad Úhlavou - Javor - Ježovy - Kašperské Hory - Kejnice - Klatovy - Klenová - Kolinec - Kovčín - Křenice - Kvášňovice - Lomec - Malý Bor - Maňovice - Měčín - Mezihoří - Mlýnské Struhadlo - Modrava - Mochtín - Mokrosuky - Myslív - Myslovice - Nalžovské Hory - Nehodiv - Nezamyslice - Nezdice na Šumavě - Nýrsko - Obytce - Olšany - Ostřetice - Pačejov - Petrovice u Sušice - Plánice - Podmokly - Poleň - Prášily - Předslav - Rabí - Rejštejn - Slatina - Soběšice - Srní - Strašín - Strážov - Sušice - Svéradice - Švihov - Tužice - Týnec - Újezd u Plánice - Velhartice - Velké Hydčice - Velký Bor - Vrhaveč - Vřeskovice - Zavlekov - Zborovy - Železná Ruda - Žihobce - Žichovice
Domažlice · Klatovy · Plzeň-jih · -město · -sever · Rokycany · Tachov